# Сипјер
Сипјер (фр. Cipières) насеље је и општина у Француској у региону Прованса-Алпи-Азурна обала, у департману Приморски Алпи која припада префектури Грас.
По подацима из 2011. године у општини је живело 374 становника, а густина насељености је износила 9,8 становника/km². Општина се простире на површини од 38,15 km². Налази се на средњој надморској висини од 780 метара (максималној 1.381 m, а минималној 459 m).

## Демографија
| 1962. | 1968. | 1975. | 1982. | 1990. | 1999. | 2011. |
| ----- | ----- | ----- | ----- | ----- | ----- | ----- |
| 128   | 139   | 131   | 179   | 222   | 269   | 374   |

График промене броја становника у току последњих година